# Angecourt

Angecourt este o comună în departamentul Ardennes din nordul Franței. În 1 ianuarie 2022 avea o populație de 386 de locuitori.